# Johannes Piderit
Johannes Piderit (* 1559 in Blomberg in der Grafschaft Lippe; † nach 1639) war ein deutscher evangelischer Theologe und Historiograph.
In der Nachfolge seines Vaters Jobst Piderit, Pfarrer in Blomberg von 1557 bis 1584, trat er dessen Stelle von 1584 bis 1628 an. Er war ein überzeugter Lutheraner und setzte sich in Opposition zur landesherrlichen Konversion des Grafen Simon VI. (Lippe) zum calvinistischen Bekenntnis (Reformierte Kirche).
Im Jahr 1627 veröffentlichte er, mit der Drucklegung in Rinteln, seine „Lippische Chronik“ (Chronicon Commitatus Lippiae), die erste Darstellung der lippischen Geschichte, und des regierenden Adelsgeschlechts das Haus Lippe.
Ihm zum Gedenken hat die Stadt Blomberg den Platz vor der innerstädtisch gelegenen Burg Blomberg nach ihm benannt, weiter sind in ganz Lippe Straßen nach Piderit benannt.

## Werke
- Chronicon Comitatus Lippiae. Lucius, Rinteln 1627, urn:nbn:de:hbz:6-85659550558 bei der Universitäts- und Landesbibliothek Münster